# Centro addestramento reclute

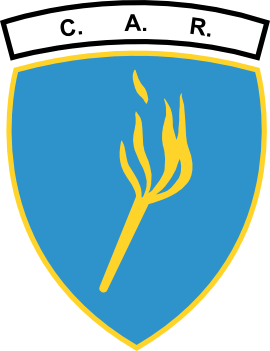
Scudetto omerale dei Centri addestramento reclute dell'Esercito.

Il centro addestramento reclute (in acronimo CAR) era una struttura delle forze armate italiane destinata all'addestramento militare dei coscritti delle forze armate italiane.

## Storia
Prima della loro istituzione, i coscritti chiamati alle armi affluivano presso i rispettivi "distretti militari" e da questi inviati ai reggimenti di assegnazione, che si occupavano direttamente di tutto il ciclo addestrativo. 
Dopo la fine della seconda guerra mondiale gli Alleati emanarono le "Direttive temporanee sull’organizzazione, sull’addestramento e sull’impiego dell’Esercito Italiano" (in vigore dal 14 novembre 1945 fino al 1947), attuate col riassetto stabilito dalla Stato Maggiore dell'Esercito nel marzo 1946, e in base tali atto era prevista l'istituzione di tali strutture per l'addestramento dei militare di leva, nello specifico uno per ogni "comando militare territoriale", mentre l'aeronautica e la marina militare furono dotate di proprie strutture dedicate.
Dopo l'emanazione della legge 23 agosto 2004, n. 226, per l'esercito italiano sono stati sostituiti dai reggimenti addestramento volontari (RAV).

## Addestramento
La durata del periodo di addestramento era di 4 settimane e si concludeva con la cerimonia del giuramento militare. A questo primo periodo poteva aggiungersi, per alcuni, un ulteriore periodo di addestramento, definito C.A.R. Avanzato e di durata dipendente dai compiti a cui si veniva preparati e dai Corpi nei quali si faceva, destinato a chi avrebbe poi dovuto assolvere specifici compiti. Terminato il periodo di addestramento (C.A.R. o C.A.R. avanzato per quelli destinati a fare anche quest'ultimo) si era poi inviati al Corpo di destinazione. 

## Dislocazione territoriale

### Esercito
Per l'esercito italiano e l'Arma dei Carabinieri (fino al 2000), erano dislocati presso i reggimenti di stanza nei seguenti comuni:
- 1º C.A.R.  – Casale Monferrato
- 2º C.A.R.  – Cuneo
- 3º C.A.R.  – Brescia
- 4º C.A.R.  – Montorio Veronese
- 5º C.A.R.  – Treviso
- 6º C.A.R.  – Pesaro
- 7º C.A.R.  – Arezzo
- 8º C.A.R.  – Chieti
- 9º C.A.R.  – Bari
- 10º C.A.R. – 231º Reggimento Fanteria "Avellino" - Avellino (caserma Berardi)
- 11º C.A.R. – Palermo (di stanza a Trapani)
- 12° C.A.R  - 89º Reggimento "Salerno" - dislocato tra Imperia, Savona e Albenga

Altri
- 92º Battaglione Fanteria "Basilicata" - Foligno
- 80° Reggimento Fanteria "Roma" - Orvieto

### Aeronautica
L'aeronautica militare italiana invece destinava all'addestramento delle reclute in delle Scuole Addestramento Reclute aventi sede a Viterbo, Taranto e Macerata. Le sedi di Taranto e Macerata nel 1977 presero il nome di Scuola Addestramento Reclute Aeronautica Militare (S.A.R.A.M), destinate alla formazione della truppa per il ruolo logistico; nel 1981  la sede di Viterbo cambiò il nome in "Scuola Addestramento Reclute Vigilanza Aeronautica Militare" (S.A.R.V.A.M), destinata alla formazione della truppa della Vigilanza Aeronautica.

### Marina
La marina militare italiana si avvaleva di  due strutture a Taranto e a la Spezia.